# トゥルヌド・ロッシーニ

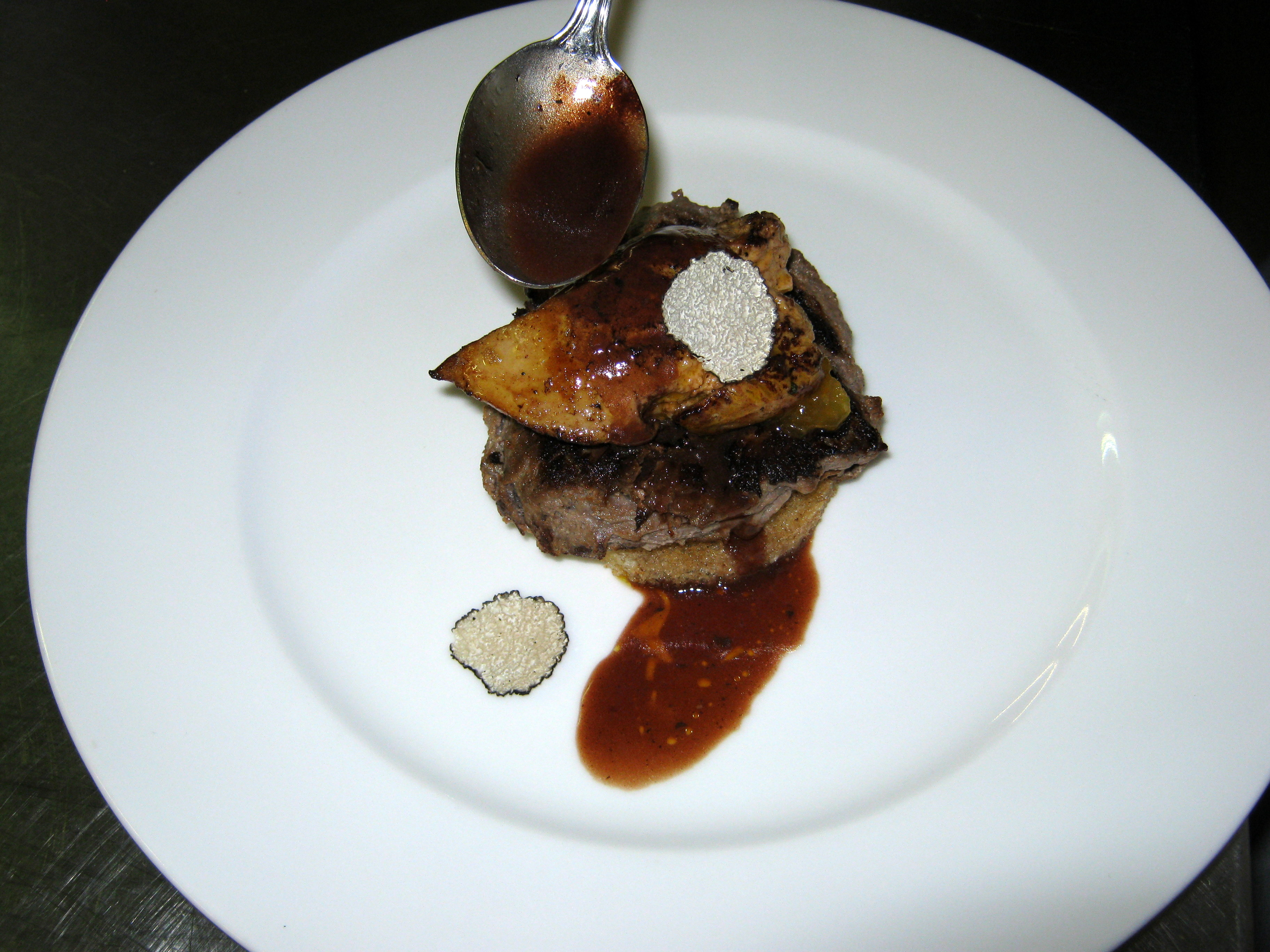

トゥルヌド・ロッシーニ（仏: Tournedos Rossini）は、19世紀のイタリアの作曲家・ジョアキーノ・ロッシーニにちなんで名付けられたフランスのステーキ料理。牛ヒレ肉のロッシーニ風ともいう。発明者は、フランスの名シェフ、アントナン・カレームまたはアドルフ・デュグレレ、またはサヴォイ・ホテルのシェフ、オーギュスト・エスコフィエである。
この料理ではバターでソテーした牛肉のヒレ（トゥルヌド）にクルトンが添えられ、その上に軽くソテーした新鮮なフォアグラのホットスライスがのせられる。料理には黒トリュフのスライスが添えられ、マデイラドミグラスソースが掛けられる。